# Рататоск

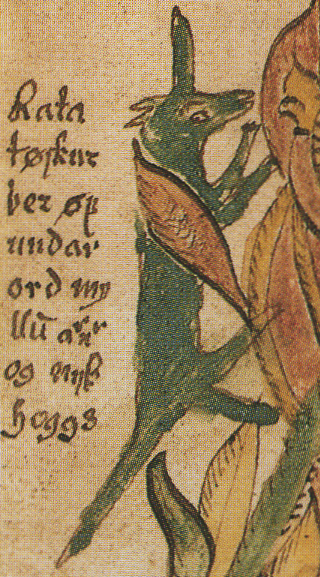
Фрагмент изображения из исландского манускрипта XVII века

Рататоск (др.-сканд. ratatǫskr — «зуб-бурав» или «сверлящий зуб») — в скандинавской мифологии белка-«грызозуб», посредник, связующее звено между «верхом» и «низом». Бегает по мировому дереву как посланец между змеем Нидхёгг и ётуном Хрёсвельг, который в обличье орла сидит на верхушке дерева. В некоторых интерпретациях белка также грызёт мировое древо, в котором живёт, являясь, таким образом, ещё одним символом перерождения и постоянной изменчивости сущего. Упомянут как в Старшей (Песенной) Эдде, так и в Младшей (прозаической).

## Этимология
Имя Ratatoskr содержит два корня: rata- и -toskr. Корень toskr, как считается, означает «бивень». Гвюдбрандюр Вигфюссон выдвигает предположение, что rati- означает «путешественник». Аналогичным образом он объясняет имя бурава Рати, использованного Одином, чтобы добраться до мёда поэзии. Таким образом, по Гвюбрандюру, Ratatoskr означает «бивень-путешественник» или «лазающий бивень».
Софус Бугге считает, что Ratatoskr — заимствование из древнеанглийского, означающее «крысиный зуб», обосновывая это тем, что корень -toskr в старонорвежском больше нигде не встречается. Бугге предполагает, что -toskr появилось из древнеанглийского tūsc (в древнефризском tusk), а корень Rata- соответствует древнеанглийскому ræt («крыса»).
Альберт Стёртевант пишет, что «касаемо корня Rata- гипотеза Бугге не обоснована, поскольку старонорвежское слово Rata (род. п. от Rati*) встречается в Речах Высокого (106, 1) как имя инструмента, с помощью которого Один проник сквозь скалу, когда добывал мёд поэзии […]» следовательно, «Rati* следует считать исконным старонорвежским словом, означающим „сверлящий, гложущий“ […]»".
О предположении Бугге по поводу корня -toskr Стёртевант пишет, что оно может казаться обоснованным тем, что больше в старонорвежском этот корень нигде не встречается, но Стёртевант с этим не согласен. По его мнению, старонорвежское имя собственное Tunne (из протонорвежского *Tunþē) означает «человек, отличающийся какими-то особенностями одного из своих зубов», и таким образом Tunne может быть протогерманской формой -toskr. Sturtevant заключает, что «тот факт, что этот [старонорвежский] корень встречается только в имени Rata-toskr, ничего не доказывает, потому что множество [старонорвежских] гапаксов заимствованиями не являются, что подтверждено их эквивалентами в современных скандинавских диалектах».
Современные учёные считают имя Ratatoskr означающим «зуб-бурав» (Jesse Byock, Andy Orchard, Rudolf Simek) или «сверлящий зуб» (John Lindow).

## Упоминание в источниках
Рататоск белка

резво снуёт

по ясеню Иггдрасиль;

все речи орла

спешит отнести она

Нидхёггу вниз.
— Старшая Эдда, Речи Гримнира (пер. А. Корсун)

Тогда спросил Ганглери: «Что же ещё можно поведать о том ясене?». Высокий говорит: "Многое можно о нём сказать. В ветвях ясеня живёт орел, обладающий великой мудростью. А меж глаз у него сидит ястреб Ведрфёльнир. Белка по имени Грызозуб снуёт вверх и вниз по ясеню и переносит бранные слова, которыми осыпают друг друга орёл и дракон Нидхёгг.
— Младшая Эдда, гл. 16

## Интерпретации
Рудольф Зимек считает, что «белка, вероятно, представляет собой лишь украшение общей мифологической картины Мирового Древа в Речах Высокого».
Хильда Эллис-Дэвидсон, описывая Иггдрасиль, утверждает, что по некоторым предположениям, белка грызёт его, поддерживая цикл разрушения и нового роста, который Древо символизирует.
John Lindow указывает, что Иггдрасиль описан гниющим с одной стороны, его обгрызают четыре оленя и Нидхёгг, а также населяющие его существа ругаются друг с другом скверными словами. Как отмечает Lindow, «в сагах лицо, разжигающее или поддерживающее вражду тем, что передаёт брань и угрозы между враждующими сторонами, редко бывает высокого социального статуса, отчего и в мифе, по-видимому, эта роль досталась существу не особенно значительному».
Richard W. Thorington Jr. и Katie Ferrell полагают, что «Рататоск может иметь прототипом европейских белок (Sciurus vulgaris), которые при опасности издают звук, похожий на ворчание. Не нужно особенно живого воображения, чтобы подумать, будто белка бранит вас».